# Tiberius Claudius Hipparchus
Tiberius Claudius Hipparchus est un aristocrate athénien, possédant une fortune estimé à 100 millions de sesterces.

## Famille
Par son père, Tiberius Claudius Herodes, prêtre du culte impérial sous le règne de Néron, il est issu d'une ancienne famille aristocratique d'Athènes.
Il épouse une aristocrate spartiate, peut être du nom de Timasenis, avec qui il a deux filles et un fils;
- Klaudia Athenais, né vers 60, décédé après 80, épouse de Publius Vibullius Rufus, notable corinthiens;
- Klaudia Alkia, né vers 60/5;
- Tiberius Claudius Atticus Herodes, consul suffect vers 132/3.

## Biographie
Il succède à son père comme prêtre du culte des empereurs.

De son vivant, Hipparchus est considéré comme l'un des hommes les plus riches de l'Empire romain, étant réputé posséder une centaine de millions de sestercesSuétone
« Il va jusqu’à louer Salvius Liberalis d’avoir osé dire, en défendant un riche client : “Qu’importe à César qu’Hipparque possède cent millions de sesterces ?” »
Suétone, Vie des douze Césars, Vespasien, 13, 3.
Cependant, sa fortune conduit finalement à la chute d’Hipparchus. Sous le règne de Domitien, soit en 92 soit en 93, l'empereur ordonne les proscriptions d'un grand nombre de riches personnages